# Silhouetta uvacarpa
Silhouetta uvacarpa is een hydroïdpoliep uit de familie Bougainvilliidae. De poliep komt uit het geslacht Silhouetta. Silhouetta uvacarpa werd in 1973 voor het eerst wetenschappelijk beschreven door Millard & Bouillon. 